# Soziologisches Forschungsinstitut Göttingen
Das Soziologische Forschungsinstitut Göttingen (SOFI) an der Georg-August-Universität wurde im Jahr 1968 von Hans Paul Bahrdt, Martin Baethge, Hannes Friedrich, Ulfert Herlyn, Horst Kern, Martin Osterland und Michael Schumann als nichtkommerzielles, universitätsnahes Institut gegründet. Die Rechtsform ist ein eingetragener gemeinnütziger Verein.
Als außeruniversitäre, aber universitätsnahe Forschungsorganisation ist das SOFI Bestandteil des Göttinger Wissenschaftsstandorts. Bereits seit der Institutsgründung besteht eine enge Anbindung des SOFI an die sozialwissenschaftliche Fakultät der Georg-August-Universität Göttingen. Im Jahr 1983 hat der Senat der Universität dem SOFI den Status eines „Instituts an der Universität“ zuerkannt.

## Forschung
Das SOFI widmet sich zentralen Themen der Gegenwart: In den Forschungsprojekten werden Fragen der Digitalisierung, Aspekte des demografischen Wandels oder die Probleme wachsender Ungleichheit behandelt.
Seit 1968 steht das Institut für eine empirische Sozialforschung, die die soziologische Analyse der Erwerbsarbeit in ihrem sozioökonomischen Kontext und ihrer Bedeutung für Sozialstruktur und Sozialverhältnisse in den Mittelpunkt stellt. Das SOFI versteht seine wissenschaftliche Arbeit als „anwendungsbezogene Grundlagenforschung in zeitdiagnostischer Absicht“.
Die SOFI-Forschung integriert verschiedene Forschungsperspektiven auf Erwerbsarbeit. Diese Perspektiven richten sich auf Erwerbsarbeit in Industrie- und Dienstleistungsbranchen, auf Ausbildungssysteme und berufliche Statusfragen, auf soziale Disparitäten und die Strukturierung von Arbeitsmärkten, auf Arbeitsbeziehungen und die Zusammensetzung von Belegschaften. Von besonderem Interesse ist dabei der Fokus auf die arbeitenden Menschen: auf ihre Arbeitserfahrungen und -orientierungen, ihre Erwerbsbiografien und Vorstellungen von guter Arbeit, ihr Umgang mit ungleichen Arbeits- und Lebensbedingungen.
Um die Arbeitsgesellschaft und ihre Veränderungen in ihrer Vielschichtigkeit erfassen und die Befunde in einen übergreifenden Zusammenhang stellen zu können, verfolgt das SOFI drei Forschungsperspektiven:
- Im Mittelpunkt der Perspektive Arbeit – Organisation – Subjekt stehen die sich verändernden Arbeitsformen und -situationen, betriebliche Arbeitspolitiken sowie komplexe Wechselwirkungen zwischen Arbeitsgestaltung und Arbeitsorientierungen der Beschäftigten. Untersucht werden die mit dem Wandel von Erwerbsarbeit verbundenen Aushandlungsprozesse, Konflikte und Gestaltungsmöglichkeiten. Anhand von vergleichenden Analysen unterschiedlicher Organisationskonzepte wird grundlegendes Orientierungswissen über Gestaltungsoptionen und Wirkungen arbeitspolitischer Strategien erarbeitet.

- Eine zweite Forschungsperspektive hat die Sozioökonomie von Arbeit zum Thema. Auch in dieser Perspektive werden Auseinandersetzungen um die Gestaltung von Arbeit auf der Unternehmensebene in den Blick genommen. Allerdings richtet sich der Fokus hier stärker auf die Wechselwirkungen zwischen betrieblichen „politics in production“ (etwa die Konflikte um die Gestaltung von Arbeitsprozessen) und jenen „politics of production“ (Michael Burawoy), die außerhalb des Unternehmens als komplexer Zusammenhang ökonomischer, politischer und gesellschaftlicher Regulierung auf Erwerbsarbeit einwirken, etwa in Form der Veränderungen von Arbeitsmärkten, Sozial  und Bildungspolitik oder Standards gesellschaftlicher Arbeitsteilung.

- Die dritte Perspektive analysiert Veränderungen im Spannungsfeld von Erwerbsarbeit und Gesellschaftsordnung. Die theoretischen und normativen Grundlagen der Arbeitsgesellschaft werden in dieser Perspektive stärker hervorgehoben. Hierzu zählen Forschungen zur Wohlfahrtsproduktion, zum Wert öffentlicher Güter sowie zu erwerbsbiografischen und lebensverlaufsbezogenen Prozessen der sozialstrukturellen Entwicklung. Das Bildungssystem wird hierbei ebenso zum Thema wie die Infrastruktur der Daseinsvorsorge, die Dynamik der Migration ebenso wie prekäre Arbeits- und Lebensformen.

## Institutsstruktur
Die Leitung des SOFI liegt bei dem von der Mitgliederversammlung gewählten Direktorium. Geschäftsführender Direktor ist seit 2015 Berthold Vogel, der mit Martin Kuhlmann das Institut leitet. Präsidenten des SOFI sind Jürgen Kädtler und Herbert Oberbeck, „Senior Präsident“ ist Michael Schumann. Ein Kuratorium, zusammengesetzt aus international renommierten Wissenschaftlerinnen und Wissenschaftlern, begleitet und begutachtet die Forschungsarbeit des Instituts.
Das Institut erhält eine institutionelle Grundfinanzierung durch das Land Niedersachsen. Überwiegend erfolgt die Finanzierung durch Drittmittel u. a. von Landes- und Bundesministerien, der Deutschen Forschungsgemeinschaft, der Volkswagen-Stiftung, der Hans-Böckler-Stiftung, der Europäischen Union und in geringem Maße auch von Verbänden und Unternehmen.